# 魔法少女まどか☆マギカのエピソード一覧
魔法少女まどか☆マギカのエピソード一覧（まほうしょうじょまどかマギカのエピソードいちらん）では、テレビアニメ『魔法少女まどか☆マギカ』の各エピソードを一覧にして述べる。
『魔法少女まどか☆マギカ』は新房昭之監督、シャフト制作による作品で、2011年1月から4月まで毎日放送 (MBS) ほかTBS系列東名阪ネットにて深夜アニメとして放送され、同時期にはニコニコチャンネル、アニメワン、ShowTimeにてインターネット配信も行われた。
スタッフには監督の新房のほか、全話の脚本をニトロプラス所属の虚淵玄、キャラクター原案を『ひだまりスケッチ』の原作を手掛ける漫画家の蒼樹うめがそれぞれ担当している。音楽は梶浦由記が担当した。
製作委員会には制作局の毎日放送のほか、アニプレックス、芳文社、博報堂DYメディアパートナーズ、ニトロプラス、ムービック、シャフトが名を連ねている。

## 各話リスト
サブタイトルは各話の登場人物のセリフから取られている。これらは脚本段階で仮題としてつけられたものであったが、先の展開への想像をかき立てるということでそのまま採用された。全てのエピソードにはシネマスコープの画面でアバンタイトルが入る構成となっており、これは魔法少女ものの約束事として入れられたものである。
| 話数 | サブタイトル                  | 絵コンテ | 演出       | 作画監督                                                                             | 予告イラスト                  |
| --- | ----------------------------- | -------- | ---------- | ------------------------------------------------------------------------------------ | ----------------------------- |
| 第1話 | 夢の中で逢った、ような……      | 芦野芳晴 | 宮本幸裕   | 江畑諒真                                                                             | ハノカゲ                      |
| 鹿目まどかは見滝原中学校の2年生として平凡に過ごしていたが、ある夜に見た夢の中で、巨大な怪物に破壊された市街地で傷つきながら応戦する少女を目撃し、ネコ・またはウサギにも似た白い生き物から「僕と契約して、魔法少女になってほしい」と告げられる。翌朝、その夢で見た少女・暁美ほむらが見滝原中学へ転校してくる。ほむらはなぜかまどかのことをよく知っており、「今とは違う自分になろうだなんて思わないことね」と、謎めいた警告を残す。 その日の放課後、まどかは親友の美樹さやかと寄り道した際に、「助けて」と呼ぶ謎の声に導かれて迷い込んだビルの一角にて、夢の中で見た生物・キュゥべえとそれを殺そうとしているほむらに出くわす。その状況に戸惑いつつもまどかとさやかは傷付いたキュゥべえを助けるが、直後に魔女の結界に迷い込んでしまい「造園の使い魔」に襲われる。まどかとさやかは、同じ見滝原中学の先輩にもあたる魔法少女の巴マミに助けられ、魔女と魔法少女の戦いの一端を知ることになる。 |                               |          |            |                                                                                      |                               |
| 第2話 | それはとっても嬉しいなって    | 芦野芳晴 | 向井雅浩   | 高橋美香、実原登、鳥山冬美                                                           | 氷川へきる                    |
| 魔女からマミに救われたまどかとさやかは、キュゥべえから「自分と契約して魔法少女になってほしい」旨を告げられる。キュゥべえから2人は、契約すればどんな願いでも叶うという夢のような話を聞かされるが、一方でマミから「魔法少女は人の世に仇なす魔女を倒す戦いを続けていかなければならない」厳しい事実も伝えられ、慎重な判断をするよう忠告される。 まどかとさやかはマミに同行して、マミと「薔薇園の魔女」との戦いの一部始終を見守る。人の世の安全のために、しかし華麗に戦い続けるマミの姿を目にし、2人は魔法少女になることへの強い憧れを抱く。一方、まどかが魔法少女の世界に関わることを止めさせようとするほむらは、キュゥべえやマミに対して敵対的な態度を取る。 |                               |          |            |                                                                                      |                               |
| 第3話 | もう何も恐くない              | 芦野芳晴 | 八瀬祐樹   | 潮月一也、神谷智大                                                                   | 津路参汰 （ニトロプラス）     |
| まどかもさやかも、魔法少女になって叶えたいほどの願い事はなかなか思い浮かばなかった。しばらくして、さやかの想い人・恭介が入院している病院の付近で、まどかとさやかとキュゥべえは魔女として孵化する直前のグリーフシードを目撃し、マミに助けを求める。まどかはマミと共に魔女の結界の奥へ進む途中、この戦いが終わったら魔法少女になる約束をマミと交わす。長く孤独な戦いを続けていて本当は寂しかった、という心境を打ち明けてまどかの申し出を歓迎したマミだったが、「お菓子の魔女」との戦いの中でマミは首を噛み砕かれ、あっけなく絶命する。窮地を脱するため、キュゥべえは魔法少女になるようにまどかとさやかに迫るが、そこへ登場したほむらが魔女を倒す。 |                               |          |            |                                                                                      |                               |
| 第4話 | 奇跡も、魔法も、あるんだよ    | 笹木信作 | 小俣真一   | 小関雅                                                                               | 小林尽                        |
| マミの死に様という過酷な現実を突き付けられたまどかとさやかは魔法少女になる決意を挫かれ、まどかのその判断をほむらは歓迎する。しかし、親友の仁美が夜の街で「ハコの魔女」に操られ集団自殺に加わろうとしているのをまどかは偶然目撃したことから、彼女を助けようとして再び魔女に関わってしまう。魔女の使い魔に捕まり殺されかけていたまどかを救ったのは、想いを寄せる幼馴染の上条恭介のケガを治すためにキュゥべえと契約して魔法少女となったさやかであった。 |                               |          |            |                                                                                      |                               |
| 第5話 | 後悔なんて、あるわけない      | 小俣真一 | 間島崇寛   | 本多美乃、松本麻友子、小菅和久                                                       | ゆーぽん （ニトロプラス）     |
| さやかが恭介の回復を喜び、マミの遺志を継いで魔女と戦っていく決意を固める一方で、見滝原には利己主義を信念とする魔法少女・佐倉杏子が現れる。マミとは対照的に、杏子は自分のためだけに魔女を倒し、自分の利益のためには使い魔を放置するなど一般人の犠牲も厭わないと公言し、それに反発するさやかとの間に真剣勝負の諍いが生じる。まどかが今すぐ魔法少女になれば二人を止められるとキュゥべえは唆すが、そこへ現れたほむらによって争いは制止される。 |                               |          |            |                                                                                      |                               |
| 第6話 | こんなの絶対おかしいよ        | 笹木信作 | 浅利藤彰   | 宮嶋仁志、福永純一                                                                   | ウエダハジメ                  |
| 唐突に現れたほむらの行動により杏子とさやかの対決は有耶無耶になったが、さやかはほむらや杏子に対し敵意を抱く。ほむらはゲームセンターにいた杏子に最強の魔女・「ワルプルギスの夜」が二週間後に襲来することを告げ、対抗するために共闘を持ちかける。その後、恭介の家の前に佇むさやかの前に現れた杏子は、さやかを挑発する。歩道橋に場を移しての杏子とさやかの対決の場へ、キュゥべえの先導で割り込んだまどかはさやかのソウルジェムをとっさに掴むと、歩道橋から路上へ投げ捨てた。その結果、さやかは生命活動を停止する。思わぬ状況に動揺した杏子は、キュゥべえを問い詰める。ここで、魔法少女の魔力の源であると思われていた「ソウルジェム」が、実は少女から分離された魂を収めている器であり、魔法少女の肉体は魂を引き抜かれて異質なものに変質していることが、キュゥべえの口から皆に明かされる。ほむらの尽力によってソウルジェムを取り戻したさやかは、息を吹き返す。 |                               |          |            |                                                                                      |                               |
| 第7話 | 本当の気持ちと向き合えますか? | 西田正義 | 城所聖明   | 小林亮、かどともあき                                                                 | 天杉貴志                      |
| さやかは、自分が人間ではないものになってしまったことに負い目を感じ、退院した恭介のことを避ける。一方、杏子はかつて父の教会に人がたくさん来て欲しくて契約したものの、その秘密を知った杏子の父は狂乱し、最後には一家心中に至ったという過去があった。それに反発する意味で、杏子は利己的な生き方を選んだのだった。杏子はさやかにそのことを明かし、さやかにも利己的な生き方を勧めるが、それでもさやかは信念を貫き他人のために戦おうとする。だが時を同じくして、さやかは自分の友人である志筑仁美もまた、恭介に好意を抱いていることを打ち明けられる。自己嫌悪に値する嫉妬の感情に苛まれ、自分が本心では恭介に見返りを求めていたという事実にさやかは直面する。 |                               |          |            |                                                                                      |                               |
| 第8話 | あたしって、ほんとバカ        | 小俣真一 | 川畑喬     | 近藤優次、松本朋之                                                                   | 藤真拓哉 （協力: 田中研太郎） |
| 悪い状況や心のすれ違いが重なり、まどかの説得も虚しくさやかは心身共に追い詰められていく。見かねたほむらはさやかをひと思いに始末しようとするが、杏子に阻まれる。一方、まどかはさやかを救うためにキュゥべえと契約しようとするがほむらに阻まれ、それをきっかけにほむらの本心が明かされる。無謀な戦い方を続けるさやかの身を案じる杏子の想いとは裏腹に、自分や人間に対する失望を重ねたさやかのソウルジェムはついに濁りきり、杏子の目の前で「人魚の魔女」と化す。ここに至り、魔女の正体が絶望した魔法少女の成れの果ての姿であるという事実が明らかになる。 |                               |          |            |                                                                                      |                               |
| 第9話 | そんなの、あたしが許さない    | 七嶋典子 | 向井雅浩   | 片山みゆき、牧孝雄、高橋美香 松本元気、潮月一也、岩崎安利 伊藤良明、半澤淳、関口雅浩 | なまにくATK （ニトロプラス）  |
| キュゥべえの正体はインキュベーターと呼ばれる地球外生命体の端末であり、魔法少女が最終的に魔女となることは彼らによって仕組まれたことであった。その真意を問いただすまどかに対し、キュゥべえは自分たちの種族の目的が宇宙の寿命を延ばすことにあると説明し、そのために魔法少女たちが希望から絶望へ相転移して魔女となる際に発生する、熱力学第二法則に縛られない莫大な感情エネルギーを回収しているのだ、と語る。まどかはキュゥべえへの不信を露わにし、真意を伏せて少女たちと契約を結んできたことを「騙してきた」と非難するが、感情というものを理解できない種族であるキュゥべえは、見解の相違によって生じた齟齬について一方的に責められることの方が理不尽であるとし、地球人を含む宇宙全体の公益のため、まどかの自己犠牲を期待する旨を告げて去る。 さやかを人間に戻す手段がないことを信じられない杏子は、さやかの親友であるまどかが呼びかけ続ければ彼女を元に戻せるのではないかと考え、二人で「人魚の魔女」に立ち向かう。しかし試みは失敗し、杏子と「人魚の魔女」は相討ちとなって果てる。一方で、見滝原には大災害をもたらす最強の魔女「ワルプルギスの夜」が今や刻々と迫りつつあり、キュゥべえはすでに三人の魔法少女が戦死した今、高い素質を持つまどかが魔法少女にならない限り、見滝原の街を救うことはできないと予見する。 |                               |          |            |                                                                                      |                               |
| 第10話 | もう誰にも頼らない            | 笹木信作 | 八瀬祐樹   | 伊藤良明、潮月一也                                                                   | ムラ黒江                      |
| ほむらの過去が1話分を費やして描かれる。見滝原中学に転入してきた、入院がちで気弱な三つ編みに眼鏡の少女・暁美ほむらは、下校時に魔女の結界へ足を踏み入れてしまう。そのとき、転校先で初めて得た友人・鹿目まどかの魔法少女としての活躍により、ほむらは魔女から救い出される。その後、マミとまどかが「ワルプルギスの夜」と対決するも殺されてしまった結末をほむらは目の当たりにし、キュゥべえに「鹿目さんとの出会いをやり直したい」と願い契約したことで、ほむらは時間遡行の能力を持つ魔法少女となった。当初は他の魔法少女たちとも協力し、魔女と交戦していたほむらだったが、キュゥべえことインキュベーターの思惑と、魔法少女と魔女との因果関係を知り、さらに最終的には「ワルプルギスの夜」にまどかが殺されるか・もしくは勝利と引き換えにまどかが魔女化し世界を滅亡させる、といういずれも悲劇的な結果しか得られないことを知る。しかしそれでも世界を愛するまどかの願いを聞き入れ、かくして、ほむらは最善の方法を求めて同じ時間の平行世界を何度も繰り返すこととなり、彼女の戦いはしだいに苦しく孤独なものとなっていく。 |                               |          |            |                                                                                      |                               |
| 第11話 | 最後に残った道しるべ          | 伊藤智彦 | 渡邉こと乃 | 宮前真一、藤澤俊幸                                                                   | ブリキ                        |
| まどかが最強の魔法少女にして最悪の魔女と成り得る素質を備えた原因が、実はほむらの時間遡行の繰り返しにあったことが明らかにされ、ほむらの退路は次第に断たれていく。さやかの告別式から帰宅したまどかは、インキュベーターと魔法少女の関わりの歴史をキュゥべえから聞かされるが、まどかはその過酷さを知り混乱に陥る。のち、ほむらの家を訪ねたまどかは助力を申し出るが、ほむらからは自らが辿ってきたこれまでの真相を打ち明けられると共に涙ながら諭され断られる。やがて見滝原には「ワルプルギスの夜」が来襲し（ただし一般人には、暴風雨の発生としか認知できない）、ほむらはありったけの武装で応戦を始める。同じころ、まどかは避難所にてほむらの劣勢を感じて何事かを決意し、母親に自分の覚悟を告げ戸外へと飛び出していく。死力を尽くして戦うもこれまでの時間軸と同様に敗北し、深手を負ってしまうほむら。どうしてもまどかを救えない絶望から彼女のソウルジェムが濁りきろうとしたその時、まどかが現れてほむらの手を取る。「ほむらちゃん、ごめんね」と笑顔を見せながら…。 |                               |          |            |                                                                                      |                               |
| 最終話 | わたしの、最高の友達          | 笹木信作 | 宮本幸裕   | 谷口淳一郎、高橋美香                                                                 | 蒼樹うめ                      |
| まどかの願いは「過去、現在、未来、全宇宙に存在する全ての魔女を、生まれる前に自分の手で消し去ること」であり、魔法少女が溜め込む呪いや穢れの全てを破壊する存在になる、というものであった。それは、時間への干渉を超えた物理法則の改変・すなわち因果律を組み替える、という『神の御業』にも等しい願いであり、それを聞いたキュゥべえを動揺させる。しかしこれまでに時間遡行を繰り返してきたほむらの行為によって、まどかはこの願いを背負い実現できる途方もない素質を持つに至っており、願いは成就される。 まどかの願いにより、宇宙は新たな因果の元に再構築された。まどか自身は人としての存在を失い、未来永劫魔女を生み出さないための概念として昇華するが、時間を操る能力を持つほむらだけがその過程を見届ける。時空を超えて遍在する概念と化し、すべての時代と世界を見ることができるようになったまどかは、これまでのほむらの労苦と友情を知ったことにより、自分を想い涙するほむらに心からの感謝と親愛の言葉をかける。そして、最後の奇跡として互いの記憶が残ることを願い、自らの髪を結んでいたリボンをほどいてほむらに託し、まどかはほむらの前から姿を消す。 新たに構成された世界では、魔法少女が魔女になることはなくなった代わりに魔獣が現れ、キュゥべえのエネルギー採取も、人の世の呪いから生まれた魔獣を倒すことで得られるエネルギーを利用する方法へと変わった。まどかの存在は、魔法少女らの間で「円環の理」という概念として口伝される以外には彼女の家族を含む皆の記憶から消えており、ほむらは以前の世界の記憶を持つ唯一の存在となった。そして、まどかの救った世界を守るべく戦い続けるほむらの姿が描かれて、物語は幕を閉じる。 |                               |          |            |                                                                                      |                               |

- 全話の脚本は虚淵玄、シリーズディレクターは宮本幸裕、総作画監督は谷口淳一郎と高橋美香のため省略。魔法少女まどか☆マギカ#製作・スタッフも参照。

### 解説
第1話
まどかの髪を結うリボンは、第1話にてまどかの母親が勧めたものとして設定されており、最終話ではほむらに引き継がれ、結果的には最終話へと繋がる伏線となっているが、脚本を書いた虚淵としては、このやり取りはまどかの外見的特徴を際立たせるために入れた場面に過ぎなかったという。監督の新房としてはこの場面に後悔があり、もっと派手な色のリボンも加えて母親にそれを選ばせ、まどかには自分の意志で別の色を選ばせるやり取りにしたほうが、もっと相応しい演出になったのではないかと述べている。
第3話
巴マミが「お菓子の魔女」シャルロッテに敗北する場面は、先の展開でマミの内面を見せて視聴者の感情移入を誘い、迷いを振り払った彼女が華麗に戦う姿を見せた後で、不意打ちに対応できなかったマミが首から上を食いちぎられ死亡する、という段取りで描かれた。この場面の描写では、マミが死亡したことを明確に描きつつもあまりグロテスクにはしないという方向性が与えられており、脚本段階のト書きでもアングルで誤魔化すようにという指示が書かれている。監督の新房も、深夜の大人向けアニメでは敢えて痛みを分からせるような描き方をする必要がないという考えから、想像力をかき立てるような表現を選択した。マミが噛み砕かれる際の効果音は新房の判断で、あまり残酷すぎない一方でふざけているようにも思われないものが選択されている。実際のテレビアニメ版でも、食いちぎられる瞬間の描写や流血表現はなく、首から上の様子は明確に描かれないなど、脚本の意向が反映されているが、前後の場面や他の登場人物たちの反応から状況を窺い知ることができるような描写がされており、その悲惨な最期の状況は視聴者に強い印象を与え、こうした最期を意味するインターネットスラングとして「マミる（マミった）」という言葉が本作品から発祥した。
その一方で物議も醸し、放送倫理・番組向上機構（BPO）では、第3話で巴マミが絶命する場面やそれに関連したTwitter上での虚淵の発言について、確信的な残酷表現に対する批判が取り上げられた。虚淵は後のインタビューで、自分はあくまで娯楽作品として脚本を書いているのであって教科書のつもりで書いているのではないとしつつも、自身の経験上からも、現実の悪夢に直面したときにそれに適応する上で、あらかじめ仮想体験を通じて免疫をつけておくことは有効であるという趣旨の持論を述べ、「フィクションから毒を摘み取ろうという発想の方々」の方針は子供のためにならないという考えを語っている。
第10話
10話では暁美ほむらが鹿目まどかを救うため、同じ1か月間を何度も繰り返す過程で過去に経過してきたいくつかの並行世界での出来事が描写された。暁美ほむらが繰り返す並行世界は、16日（年・月・曜日は不明）にほむらが病院のベッドで目覚めるシーンから始まる。
ほむらの体感時間でこの1か月間が何回繰り返されたか、という設定は特に定まっていないが、脚本を担当した虚淵によれば、少なくとも映像で描かれた回数よりは多いものの、千単位以上で失敗を繰り返しているということはあり得ないとしている。また虚淵は、ほむらが去った後の並行世界についても厳密な設定はないとしつつも、ほむらが世界を巻き戻した後も分岐してそのまま続いている可能性があるとしている。いずれにせよ、最終話においてまどかが全ての時間の魔女の消滅を願ったことにより、これらの並行世界の魔女たちも生まれる前に消失した。
第11話
オンエア版では「時事的な配慮」を理由に、台本の段階までは用意されていたセリフが一部カットされた。カットされたのは、物語終盤に登場する強敵「ワルプルギスの夜」がもたらす大災厄についてほむらが説明するセリフで、具体的には「ワルプルギスの夜は強大な力を持ちながらも普通の人には視認できないため、地震や竜巻などの自然災害として認識される」という内容である。BD/DVD版やコミカライズ版では、そのまま収録されている。
最終話
12話ではまどかによって世界が再構築される。この世界には、力を使い果たし消滅する魔法少女を導くとされる存在（人間としての存在を失って概念と化したまどか）を指す呼び名として「円環の理（えんかんのことわり）」があり、劇中ではさやかが対魔獣戦で消滅した際にマミがこの言葉を口にする。しかし、この言葉はマミ独自の造語であるかのようにも解釈できる表現であったことから、視聴者からはマミの必殺技「ティロ・フィナーレ」と併せて「マミは中二病キャラ」というイメージで受け取られたこともあった。虚淵は「円環の理」に関して『魔法少女の間で口伝として伝承されている』ものであって、マミ独自の造語ではないとしてそのイメージを一部否定している。
Cパートのラストシーンは、脚本段階では1998年の映画『ブレイド』のオマージュとして書かれたもので、場所を異国に移しつつも暁美ほむらの戦いは続いていく、という描写が意図されていたが、演出段階での変更が加わった結果として、さまざまな解釈の余地を残すものとなった。視聴者の間では、人類滅亡後の世界で最後の魔法少女として戦い続けていたほむらが絶命し、まどかの元に召される場面を描いたものである、という趣旨の解釈も生まれ、これは脚本や演出の段階では想定されていなかった意外な解釈であるとされるが、虚淵や該当場面の絵コンテを切った笹木信作は、こうした解釈も面白く、受け手それぞれが感じた解釈が正解であるとしている。

## Blu-ray Disc / DVD
テレビアニメ本編の映像ソフトが、Blu-ray Disc・およびDVDでアニプレックスより発売されている。
Blu-ray Discは完全生産限定版のみ発売。DVDは完全生産限定版と通常版が発売。どちらも全6巻。限定版はいずれも、キャラクターデザインの岸田隆宏描き下ろしデジパック仕様で、本編ディスクの他に特典CDや蒼樹うめ描き下ろし4コマ漫画などを収録した特製ブックレットが付属する。副音声として追加されるオーディオコメンタリーは、悠木碧・斎藤千和の両名と各話ごとのゲスト（ただし、10話はゲスト無し）が担当する。また第1話・第2話・第9話は、テレビ未放映のオリジナルエンディングが追加されたバージョンとなる。
当初、第1巻が2011年3月30日発売予定で、以後順次毎月発売予定だったが、東日本大震災の影響で第1巻の発売が延期となり、それに合わせる形で発売予定が順次先送りされた。
延期がされた上で発売となった第1巻だったが、劇中のセリフや特典CD（キャラクターエンディングソング）の歌詞カードに誤りがあったことを理由に、郵送による修正盤との交換を行うことが発表された。
2013年12月25日には、Blu-ray BOXが発売された。
| 巻数        | 発売日         | 収録内容       | コメンタリーゲスト                                                                  | 特典CD | 規格品番                                                      |
| ----------- | -------------- | -------------- | ----------------------------------------------------------------------------------- | --- | ------------------------------------------------------------- |
| 1           | 2011年4月27日  | 第1話、第2話   | 第1話:喜多村英梨 第2話:蒼樹うめ                                                     | 虚淵玄監修オリジナルドラマ『Memories of you』 鹿目まどか（CV：悠木碧）キャラクターソング （第1話・第2話オリジナルエンディングテーマ）                              | ANZX-9121(BD) ANZB-9121(DVD限定版) ANSB-9121（DVD通常版）     |
| 2           | 2011年5月25日  | 第3話、第4話   | 第3話:水橋かおり 第4話:虚淵玄                                                       | オリジナルサウンドトラックVol.1 | ANZX-9123(BD) ANZB-9123（DVD限定版） ANSB-9123（DVD通常版）   |
| 3           | 2011年6月22日  | 第5話、第6話   | 第5話:野中藍 第6話:宮本幸裕                                                         | 虚淵玄監修オリジナルドラマ『サニーデイ ライフ』 | ANZX-9125(BD) ANZB-9125(DVD限定版) ANSB-9125(DVD通常版)       |
| 4           | 2011年7月27日  | 第7話、第8話   | 第7話:新谷良子 第8話:谷口淳一郎                                                     | オリジナルサウンドトラックVol.2 | ANZX-9127(BD) ANZB-9127(DVD限定版) ANSB-9127(DVD通常版)       |
| 5           | 2011年8月24日  | 第9話、第10話  | 第9話:加藤英美里 第10話:なし                                                        | 虚淵玄監修オリジナルドラマ『フェアウェル・ストーリー』 美樹さやか（CV：喜多村英梨）&佐倉杏子（CV：野中藍）キャラクターソング （第9話オリジナルエンディングテーマ） | ANZX-9129(BD) ANZB-9129（DVD限定版） ANSB-9129（DVD通常版）   |
| 6           | 2011年9月21日  | 第11話、最終話 | 第11話:喜多村英梨、水橋かおり、野中藍、加藤英美里 最終話:虚淵玄、蒼樹うめ、宮本幸裕 | オリジナルサウンドトラックVol.3 | ANZX-9131（BD） ANZB-9131（DVD限定版） ANSB-9131（DVD通常版） |
| Blu-ray BOX | 2013年12月25日 | 全12話         | 全話オーディオコメンタリー                                                          | 無し | ANZX-6551                                                     |

- オリジナルサウンドトラックについての詳細は、魔法少女まどか☆マギカ#劇伴を参照。

### 特典ドラマCD
いずれも、虚淵玄による監修作品であることが銘打たれている。
「Memories of you」
BD/DVD第1巻初回限定盤特典。脚本は、外伝漫画『魔法少女かずみ☆マギカ』の原作者でもある平松正樹。
テレビアニメ本編では第10話の冒頭から中盤にかけて触れられていた、暁美ほむらが魔法少女になる前の、鹿目まどかと初めて知り合った時間軸の詳細を描く内容。この時間軸のまどかが、黒猫のエイミーの命を救うためにキュゥべえと契約して魔法少女となった、という経緯が描かれている。なお、ドラマ内容が「本編3話以降のストーリー（具体的には第10話）に関係している（未視聴の者にとっては、いわゆる『ネタバレ』となる）」ことが、CD表面や付属ブックレットには記述されている。
「サニーデイ ライフ」
BD/DVD第3巻初回限定盤特典。脚本は大嶋実句。劇伴に菊谷知樹が参加している。
テレビアニメ本編では対立していたり共闘する時期がなかったりした魔法少女5人が、友好的な関係を築いているという設定の時間軸での、コメディ的な日常風景を描いている。
「フェアウェル・ストーリー」
BD/DVD第5巻初回限定盤特典。脚本は「Memories of you」と同じく平松正樹が担当した。
魔法少女になりたてのころの佐倉杏子が、見滝原で巴マミとコンビを組んで戦っていたという過去が描かれる。テレビアニメ本編では触れられなかった、杏子の本来の能力である幻惑魔法についても触れられている。家族の死をきっかけに考え方が変わった杏子は、引き止めようとするマミに勝利し自ら見滝原を出て行ってしまう。
アニメ本編のコミカライズを担当したハノカゲによるスピンオフ作品『魔法少女まどか☆マギカ 〜The different story〜』上巻は、このドラマCDの内容を元に、ハノカゲによるアレンジが施されて描かれている。

### 特典4コマ漫画
キャラクター原案を担当した漫画家、蒼樹うめによる4コマ漫画が、BD/DVD各巻初回限定盤ブックレットに収録されている。シリアスな本編に対して適度に明るい内容が指向されており、本編のパロディ的な内容が展開される。執筆にあたっては虚淵による事前の監修は行われておらず、原稿が完成してから確認を取るかたちがとられているが、特に修正を要求されたことはなかったとされる。